# You and Me (album de Joe Bonamassa)
Pour les articles homonymes, voir You and Me.
You & Me est le sixième album studio de Joe Bonamassa, sorti en 2006.

## Liste des titres
1. High Water Everywhere
2. Bridge to Better Days
3. Asking Around for You
4. So Many Roads
5. I Don't Believe
6. Tamp Em
7. Tea for One (Reprise de Led Zeppelin)
8. Palm Trees Helicopters and Gasoline
9. Your Funeral and my Trial
10. Torn Down